# 鎖骨下動脈
鎖骨下動脈は、胸郭の上部を走行する比較的大きな動脈であり、主に頭や腕に血液を供給している。鎖骨の下方にあることからこの名がある。右鎖骨下動脈と左鎖骨下動脈があるが、左右対称ではなく以下のような構造的違いがある。
- 体の左側の鎖骨下動脈（左鎖骨下動脈）は大動脈弓から直接分岐する。
- 体の右側の鎖骨下動脈（右鎖骨下動脈）は比較的短い腕頭動脈という動脈から右総頚動脈とともに分岐する。

左右ともに鎖骨下動脈から分かれる動脈には椎骨動脈、内胸動脈、甲状頚動脈、肩甲背動脈がある。鎖骨下動脈は第一肋骨の外側縁から腋窩動脈へと名前を変える。

## 走行
鎖骨下動脈はその起始から横方向に沿って走行し、前斜角筋と中斜角筋のあいだを通る。この事から分かることは、動脈の上に前斜角筋が、動脈の下に中斜角筋があるということである。この間隙は斜角筋隙とよばれ、ここが狭くなると鎖骨下動脈や腕神経叢が圧迫され上肢のしびれや麻痺をおこすことがある。これを前斜角筋症候群といい胸郭出口症候群のひとつである。一方で鎖骨下静脈は動脈とは異なり前斜角筋の前を走っている。第一肋骨の縁までくると鎖骨下動脈は腋窩動脈となる。

## 分岐

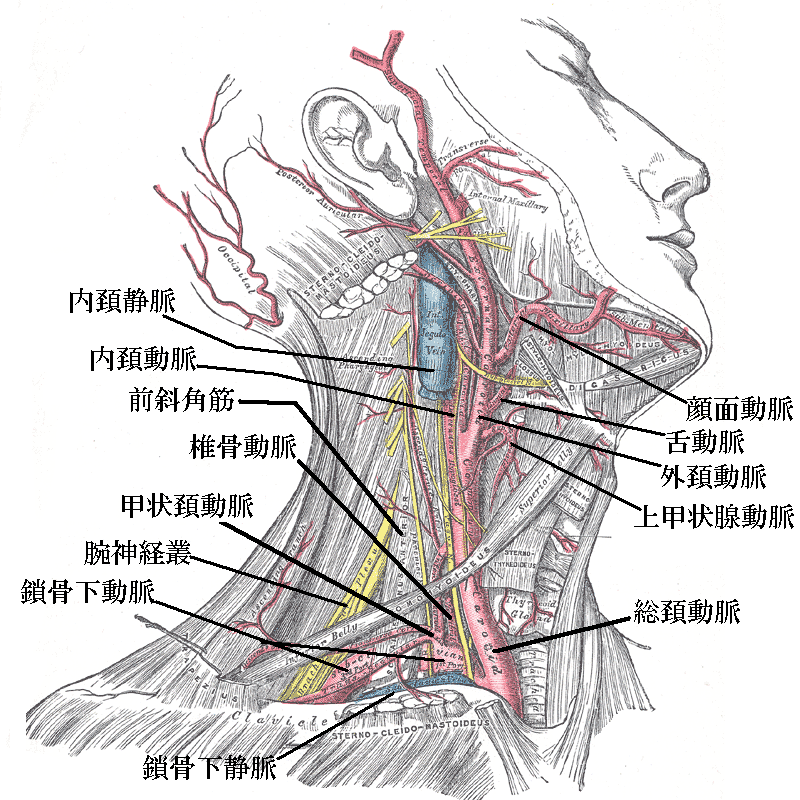
右の頚部を切開したところで鎖骨下動脈や頚動脈などが見えている。

鎖骨下動脈は前斜角筋を基準として、前斜角筋の裏（後方）の第II部とそれより中心側（起始部〜前斜角筋の内側縁）の第I部、外側（前斜角筋の外側縁〜第1肋骨外側縁）の第III部というように3つの部分に分けられている。以下に鎖骨下動脈から分岐する動脈を挙げる。
- 椎骨動脈：第I部から分枝。上行して頚椎の横突孔に入る。
- 内胸動脈：第I部から分枝して下行する。
- 甲状頚動脈：第I部から分岐枝。上行して肩甲上動脈・頚横動脈などの枝を出す。
- 肋頚動脈：第II部から分枝し上行する。
- 肩甲背動脈：第III部（まれに第II部）から分枝していることがあるが、必ずしも鎖骨下動脈から分枝しているとは限らず、頚横動脈から分枝していることがある。

分枝する4つの動脈（肩甲背動脈は除く）の覚え方としては「ツ・ナ・こ・ろっけ」（ツ＝椎骨動脈、ナ＝内胸動脈、こ＝甲状頚動脈、ろっけ＝肋頚動脈）というごろ合わせがある。
鎖骨下動脈自体は腕神経叢と並走し腋窩動脈として続いていく（鎖骨下動脈が腋窩動脈と名称が変わるのは第一肋骨外側縁）。

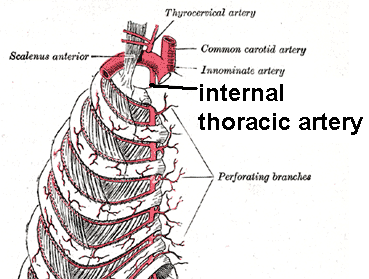
右内胸動脈の枝
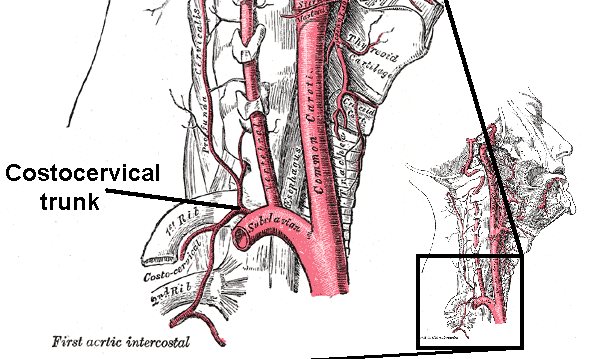
肋頚動脈の枝
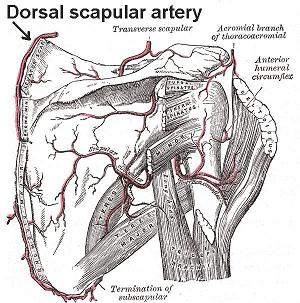
肩甲背動脈

## 変異
鎖骨下動脈は起始・走行通路・走行の高さに関して個体差がある。右鎖骨下動脈は多くの場合胸鎖関節の上で腕頭動脈から分岐するが、胸鎖関節の下から分枝することもある。また稀であるが、腕頭動脈からでなく大動脈弓から直接わかれて食道の後方を走行する場合もある（異所性右鎖骨下動脈）
鎖骨下動脈から分岐する甲状頚動脈も変異が多いことで知られる。